# وینستر
وینستر (به انگلیسی: Winster) یک روستا و محله مدنی در بریتانیا است که در Derbyshire Dales واقع شده‌است. وینستر ۶۰۰ نفر جمعیت دارد.